# Sexto Roscio
Sexto Roscio (en latín, Sextus Roscius) fue un antiguo romano, natural de Ameria, que en el año 80 a. C. fue acusado de parricidio y defendido por Cicerón.

## Antecedentes
El padre homónimo de Sexto Roscio era uno de los ciudadanos más ricos de Ameria. De carácter intachable, por alguna razón había incurrido en la enemistad de dos parientes de la localidad, Tito Roscio Magno y Tito Roscio Capitón, que además codiciaban sus propiedades. Visitaba con frecuencia Roma, donde era huésped de los Metelos, los Servilios y los Escipiones. En una de las visitas a la ciudad, en el año 80 a. C., fue asesinado cerca de los baños del Palatino cuando regresaba por la tarde de un banquete.
Magno, que también se encontraba entonces en Roma y había contratado a los asesinos, envió de inmediato un mensajero a Capitón con la noticia, pero no informó a Sexto Roscio de la muerte de su padre. Cuatro días después, Crisógono, liberto y favorito de Sila, que se encontraba en Volaterrae, estaba familiarizado con el hecho y supo que las propiedades del muerto eran considerables: no menos de trece granjas, la mayoría a orillas del Tíber, así como dinero y otros objetos de valor. Crisógono y los Titos Roscios hicieron un trato y el padre de Sexto fue puesto en la lista de los proscritos, a pesar de un edicto de Sila por el que se prohibía perseguir a nadie después del 1 de junio de 81 a. C. Las propiedades de Sexto fueron confiscadas: Capitón recibió tres granjas; Crisógono compró las restantes por 2000 denarios (aunque valían al menos 250 talentos); Magno también fue recompensado por su participación en el asunto.

### Consecuencias
Una vez conocidos los hechos en Ameria, los decuriones de la ciudad enviaron ante Sila a diez de los principales ciudadanos para que declararan la realidad del caso y rogaran por que el nombre de Sexto Roscio fuese borrado de la lista de proscritos para que su hijo pudiese heredar. Crisógono se adelantó y recibió a la legación. Al empeñar su palabra de que cumpliría sus peticiones, los amerinos regresaron sin haber visto a Sila. Sin embargo, esta iniciativa expuso al joven Roscio a un peligro mayor, pues los conjurados se dieron cuenta de que no estarían seguros mientras aquel estuviese vivo y tramaron su muerte. Roscio solo logró escapar del sino de su padre huyendo a Roma y refugiándose en casa de Cecilia Metela, la hija de Quinto Cecilio Metelo Baleárico. Por lo tanto, sus enemigos resolvieron someterlo a juicio.

## Juicio
Para ello contrataron a Cayo Erucio, que lo acusó del asesinato de su padre, y pagaron a varias personas para que atestiguaran el hecho. Los acusadores se sentían seguros de un veredicto contra el acusado, ya que no creían que Roscio pudiese contratar a ningún abogado que emprendiese su defensa, puesto que supondría, en relación con la venta de las propiedades, implicar al poderoso e influyente Crisógono. Sin embargo, Cicerón, deseoso de adquirir fama forense, vio una oportunidad y aceptó el caso. Atacó a Crisógono con tanta vehemencia, hizo tan evidente la culpa de los acusadores y  tan clara mostró la inocencia del acusado que los jueces no tuvieron otra opción que absolverlo.
Fue el primer juicio por asesinato que se celebró desde que Sila había devuelto a los senadores la dirección de los juicios. Sila, además, permitió que el juicio se desarrollara sin injerencias y no intervino para apoyar a su favorito.

## En la ficción
Sexto Roscio es uno de los personajes del libro Sangre romana del escritor estadounidense Steven Saylor en la que se novela el proceso.